# Pectinaria capensis
Pectinaria capensis är en ringmaskart som först beskrevs av Peter Simon Pallas 1766.  Pectinaria capensis ingår i släktet Pectinaria och familjen Pectinariidae.
Artens utbredningsområde är Röda havet. Inga underarter finns listade i Catalogue of Life.